# Tiếng Illyria
Tiếng Illyria là một ngôn ngữ hay một nhóm các ngôn ngữ Ấn-Âu nói bởi người Illyria sống ở Đông Nam Âu thời kỳ cổ đại. Ngoại trừ một số tên người và địa danh, ngôn ngữ này không có văn liệu chứng thực nào còn sót lại, tuy nhiên lượng thông tin ít ỏi đó là đủ để kết luận rằng ngôn ngữ này thuộc ngữ hệ Ấn-Âu.
Trong các văn liệu cổ, thuật ngữ "người Illyria" được dùng để gọi nhiều bộ lạc khác nhau sống trên một phạm vi rộng lớn ở Đông Nam Âu, bao gồm Ardiaei, Autariatae, Delmatae, Dassareti, Enchelei, Labeatae, Pannonii, Parthini và Taulantii. Mức độ đồng nhất về mặt ngôn ngữ giữa các bộ lạc này vẫn còn là vấn đề còn chưa được làm rõ, tuy nhiên nghiên cứu eponym cho thấy sự tồn tại của một vùng ngôn ngữ ở phía nam khu vực này, khoảng Albania và Montenegro ngày nay, nơi đây có thể đã từng có dân số nói tiếng Illyria.
Hiểu biết về mối liên hệ giữa tiếng Illyria và các ngôn ngữ láng giềng vẫn còn rất hạn chế, do đó, tiếng Illyria thường được xếp vào một nhánh riêng trong ngữ hệ Ấn-Âu. Có ý kiến đề xuất mối liên hệ giữa tiếng Illyria và tiếng Messapi từng được nói ở miền Nam Ý, tuy nhiên không có bằng chứng xác thực; liên hệ với tiếng Veneti và tiếng Liburni cũng là vấn đề từng được thảo luận nhưng nay đã bị hầu hết các học giả bác bỏ. Một quan điểm phổ biến là tiếng Albania là hậu duệ hiện đại còn sót lại của tiếng Illyria, tuy nhiên đây cũng mới chỉ là giả thuyết.
Từ khoảng thời kỳ cận đại cho đến thế kỷ 19, thuật ngữ "tiếng Illyria" cũng được dùng để chỉ ngôn ngữ Slav Nam được nói ở vùng Dalmatia mà ngày nay được gọi là tiếng Serbia-Croatia, nhưng ngôn ngữ này chỉ là họ hàng xa với tiếng Illyria cổ thông qua tổ tiên chung là tiếng Ấn-Âu nguyên thủy. Trên thực tế, trừ khi tiếng Illyria là tổ tiên thật sự của tiếng Albania, giữa tiếng Illyria và tiếng Serbia-Croatia không hề có tiếp xúc với nhau bởi tiếng Illyria đã tuyệt chủng trước khi người Slav di cư tới bán đảo Balkan.

## Phân loại

Các bộ lạc Illyria ở Đông Nam Âu

Tiếng Illyria thuộc là một phần của ngữ hệ Ấn-Âu. Có rất ít thông tin về mối liên hệ giữa nó và các ngôn ngữ Ấn-Âu khác. Ngày nay, nguồn thông tin chủ yếu về ngôn ngữ Illyria đến từ các từ trong tiếng Illyria được nhắc đến trong văn liệu thời kỳ cổ đại, cùng với một số tên người, tên dân tộc, tên địa lí và tên vùng nước trong tiếng Illyria. Bởi sự khan hiếm bằng chứng này, rất khó xác định được cách các âm vị đã biến đổi trong tiếng Illyria; quan điểm phổ biến nhất ngày nay là các phụ âm hữu thanh bật hơi /bʰ/, /dʰ/, /ɡʰ/ trong tiếng Ấn-Âu nguyên thủy đã trở thành các phụ âm hữu thanh /b/, /d/, /ɡ/.
Tiếng Messapi là một ngôn ngữ thời đại đồ sắt nói ở Puglia bởi những người Iapygi (bao gồm người Messapi, Peuceti và Dauni), định cư ở bán đảo Ý sau khi di cư từ Illyria tới trong giai đoạn chuyển tiếp giữa thời đại đồ đồng và đồ sắt. Vì vậy, tiếng Messapi, với tư cách là một ngôn ngữ riêng biệt, được xếp vào cùng nhóm ngôn ngữ Cổ Balkan giống tiếng Illyria. Eric Hamp xếp các tiếng này vào một nhóm mang tên "tiếng Messapi-Illyria", và nhóm này lại cùng với tiếng Albania là một phần của nhóm "tiếng Ấn-Âu Adriatic" lớn hơn. Các hệ thống phân chia khác nhóm ba ngôn ngữ này vào các nhóm như "Tiếng Illyria Chung" và "Tiếng Cổ Balkan Tây".
Trong các nghiên cứu cũ hơn, các học thuyết theo trường phái Toàn Illyria xếp các ngôn ngữ Histri, Veneti và Liburni vào nhóm phương ngữ tiếng Illyria. Tuy nhiên, các bằng chứng khảo cổ và tên riêng mới phát hiện bổ sung đã làm rõ rằng các ngôn ngữ này không phải là phương ngữ và cũng không cùng nhánh với tiếng Illyria.

### Phân loại centum-satem
Do không có đầy đủ ngữ liệu tiếng Illyria, các lý thuyết ủng hộ xếp tiếng Illyria vào nhóm centum chủ yếu dựa vào đặc tính centum của tiếng Veneti, bởi ngôn ngữ này được cho là liên quan tới tiếng Illyria khi xem xét những tên người và tên địa lý như Vescleves, Acrabanus, Gentius, Clausal, vân vân. Mối liên quan giữa tiếng Veneti và tiếng Illyria về sau đã bị bác bỏ, và hai ngôn ngữ này ngày nay không được coi là liên hệ gần gũi với nhau nữa. Các học giả ủng hộ xếp tiếng Illyria vào nhóm satem thì dựa trên những tên người và tên địa lý như Asamum, Birzinimum, Zanatis, vân vân; các học giả này chỉ ra rằng những tên này có nguồn gốc Ấn-Âu nguyên thủy nhưng đã mang những đặc trưng của quá trình satem hóa. Ví dụ, Osseriates phái sinh từ /*h₁éǵʰeros/ (hồ), Birziminium từ /*bherǵʰ-/ còn Asamum từ /*h₂eḱ-mo-s/ (sắc nhọn), tất cả đều từ tiếng Ấn-Âu nguyên thủy.
Kể cả nếu như những tên tiếng Veneti như ở trên thật sự có nguồn gốc Illyria, cũng chưa chắc chắn rằng ngôn ngữ mẹ của chúng là một ngôn ngữ centum. Các học giả đề xướng phân loại tiếng Illyria vào nhóm centum phân tích các từ Vescleves, Acrabanus, Gentius và Clausal dựa trên bằng chứng đối chứng với các ngôn ngữ Ấn-Âu khác như tiếng Phạn, tiếng Hy Lạp cổ đại, và tiếng Ấn-Âu nguyên thủy phục dựng, đơn cử như Vescleves liên quan tới *wesu-ḱlewes (có tiếng thơm) trong tiếng Ấn-Âu nguyên thủy phục dựng. Thêm nữa, Acrabanus là một tên ghép liên quan tới /akros/ trong tiếng Hy Lạp cổ đại, còn Clausal liên quan tới /*klew/ (rửa), cả hai đều không cho thấy dấu tích của quá trình vòm hóa. Trong tất cả các ví dụ này, các học giả phái centum đều coi tổ hợp phụ âm giữa /*k/ hoặc /*g/ với /l/ hoặc /r/ sau khi phụ âm vòm  hợp nhất với phụ âm gốc lưỡi là bằng chứng cho thấy tiếng Illyria thuộc nhóm centum. Tuy nhiên, người ta cũng đã chỉ ra rằng ở những ngôn ngữ satem như ở nhánh Balt-Slav và tiếng Albania (còn nhiều điểm chưa chắc chắn về ngôn ngữ này) thì các phụ âm vòm-gốc lưỡi nói chung đã không còn được vòm hóa: trong tiếng Albania, tổ hợp phụ âm giữa /*k/ hoặc /*g/ với /l/ hoặc /r/ là tương đối phổ biến. Tên riêng Gentius hay Genthius cũng không thể dùng được để phân định centum-satem bởi có hai dạng trong tiếng Illyria của nó, đó là Genthius và Zanatis. Nếu Gentius hay Genthius phái sinh từ *ǵen- ("được sinh ra") thì đây chính là bằng chứng khẳng định phân loại centum, nhưng nếu như Zanatis mới là từ phái sinh từ gốc đó (hoặc từ gốc *ǵen- ("biết")) thì tiếng Illyria lại là một ngôn ngữ satem. Một vấn đề nữa với Gentius đó chính là người ta không biết phụ âm đầu của nó ban đầu là một phụ âm môi-gốc lưỡi hay phụ âm vòm-gốc lưỡi.
Dựa trên những bằng chứng đã có và cân nhắc tới sự thiếu hụt văn liệu tiếng Illyria còn sót lại, có thể kết luận rằng hiện chưa thể khẳng định chắc chắn liệu tiếng Illyria là ngôn ngữ centum hay satem.

## Phương ngữ
Người Hy Lạp là dân tộc biết chữ đầu tiên có tiếp xúc thường xuyên với người nói tiếng Illyria. Tuy nhiên, khái niệm "người Illyria" ("Illyrioi" trong tiếng Hy Lạp) khác với khái niệm tương tự của người La Mã về sau này ("Illyricum" trong tiếng Latinh). Khái niệm của người Hy Lạp chỉ bao hàm các tộc người sống ở vùng biên giới giữa Macedonia và Epirus. Trong tác phẩm Naturalis Historia (Lịch sử tự nhiên), Pliny Già vẫn sử dụng khái niệm chặt chẽ hơn của từ Illyrii khi nói về Illyrii proprie dicti ("(những người) được gọi là người Illyria chính cống") trong số những cộng đồng địa phương ở miền nam của tỉnh Dalmatia thuộc La Mã.
Trong vòng vài thế kỷ trước và sau cuộc chinh phạt của người La Mã vào cuối thế kỷ 1 TCN, khái niệm Illyricum đã mở rộng về phía Tây và phía Bắc, và cuối cùng nó đã được dùng để chỉ tất cả các sắc dân sống trong phạm vi từ biển Adriatic tới sông Danube, thuộc các tỉnh Dalmatia, Pannonia và Moesia của La Mã, bất kể dân tộc và văn hóa.
Một nghiên cứu sâu rộng về tên và lãnh thổ của người Illyria đã được thực hiện bởi Hans Krahe vào đầu thế kỷ 20. Ông và các học giả khác đã ủng hộ quan điểm cho rằng phạm vi phân bố của người Illyria còn rộng hơn, vượt xa ra khỏi ranh giới của bán đảo Balkan, tuy nhiên trong một công trình về sau thì Krahe đã cân nhắc lại quan điểm này.
Géza Alföldy đề xuất phân chia các vùng lãnh thổ của người Illyria bị sáp nhập vào cương thổ La Mã sau này dựa trên nghiên cứu về tên riêng ở Illyria. Ông phân ra năm nhóm chính: (1) "người Illyria chính cống" ở nam ngạn sông Neretva và kéo dài tới ranh giới với tỉnh Macedonia ở sông Drin, bao gồm cả những người Illyria ở Bắc và Trung Albania; (2) người Delmatae ở trung phần bờ biển Adriatic, ở giữa đất người Liburni và "người Illyria chính cống"; (3) người Liburni Venetic ở đông bắc biển Adriatic; (4) người Japodes ở phía bắc người Delmatae và ở xa hơn người Liburni, tên gọi của họ là dấu hiệu cho thấy sự hòa trộn giữa ảnh hưởng người Veneti, Celt và Illyria; và (5) người Pannoni ở miền bắc Bosnia, bắc Montenegro và tây Serbia.
Radoslav Katičić bác bỏ cách phân loại này; dựa trên các tên riêng phổ biến của người Illyria "Illyricum", học giả này xác lập ba vùng lãnh thổ phân biệt: (1) Người Illyria Đông Nam, cư trú trải dài về phía nam từ nam bộ Montenegro và bao gồm phần lớn lãnh thổ của Albania ở phía tây sông Drin, mặc dù địa giới phía nam của vùng này còn là vấn đề chưa được làm rõ; (2) Người Illyria Trung, đất đai bao gồm phần lớn lãnh thổ Nam Tư, từ phía bắc của nam bộ Montenegro tới phía tây sông Morava, có lẽ bao gồm cả Pannonia ở phía bắc nhưng lại không gồm đất Liburnia cổ ở phía tây bắc; (3) Người Liburni, đặc trưng với những tên riêng tương tự như đã tìm thấy ở đất người Veneti ở phía đông bắc.
Phép đối chứng tên riêng không cung cấp được bằng chứng đầy đủ để khẳng định rằng người Illyria Đông Nam và Illyria Trung sử dụng hai phương ngữ khác nhau rõ rệt. Tuy nhiên, theo Katičić, vùng trung tâm của tiếng Illyria nằm ở mạn đông nam vùng Balkan, nơi thường được coi là đất của dân Illyria. Vùng đó ứng với Albania ngày nay.
Trước đây, "tiếng Illyria" được dùng để gọi tất cả các ngôn ngữ phi Celt trong khu vực này. Các nghiên cứu từ thập niên 1960 trở lại đây đã đồng ý với quan điểm rằng các bộ lạc trong khu vực này có thể được phân chia thành ba nhóm ngôn ngữ và văn hóa, tuy nhiên chỉ một trong số đó có thể được coi là những người Illyria chính cống. Người Illyria không để lại tới ngày nay bất cứ văn liệu nào khẳng định danh tính dân tộc và họ cũng không có bản khắc nào còn sống sót tới ngày nay; những dấu vết ngôn ngữ cuối cùng còn lại của người Illyria chỉ là một vài tên địa lý và một số giải nghĩa từ.

## Từ vựng
Bởi không có văn liệu tiếng Illyria nào từng được biết tới, Hans Krahe phân các nguồn xác định vốn từ tiếng Illyria thành bốn loại: chữ khắc trên cổ vật; giải nghĩa từ trong văn liệu thời kỳ cổ đại; tên, bao gồm tên người (chủ yếu trên bia mộ) và tên địa lí (ví dụ như tên sông); từ mượn từ tiếng Illyria trong các ngôn ngữ khác. Loại cuối cùng vẫn là vấn đề gây tranh cãi. Các tên riêng được nghiên cứu có khoảng niên đại trải dài tới hơn một thiên niên kỷ, bao gồm cả các bằng chứng trên tiền cổ và các tên địa lí nguyên thủy được giả thuyết. Không có bản khắc chữ tiếng Illyria nào (có trong tiếng Messapi, nhưng mối liên hệ của nó với tiếng Illyria vẫn là giả thuyết chưa nhận được sự đồng thuận khoa học). Một mũi giáo phát hiện tại di chỉ ở Kovel từng được cho là thuộc về người Illyria, tuy nhiên đa số các nhà nghiên cứu chữ Rune cho rằng nó thuộc về người German Đông, trong đó khả dĩ nhất là người Goth, trong khi một bản khắc chữ chỉ dấu tặng phẩm tôn giáo trên một chiếc nhẫn tìm thấy gần Shkodër mà ban đầu được cho là bằng tiếng Illyria thì hóa ra lại là tiếng Hy Lạp thời kỳ Byzantine.

## Niên đại
Tiếng Illyria được cho là tuyệt chủng vào khoảng giữa thế kỷ 2 và thế kỷ 6, tuy nhiên một nhánh có thể đã sống sót và phát triển thành tiếng Albania.
Có ý kiến cũng khẳng định rằng ngôn ngữ Illyria được duy trì ở vùng nông thôn, căn cứ theo lời chứng của Thánh Giêrônimô vào khoảng thế kỷ 4-5.